# حدبةال فارس (حريضة)
'

تعديل مصدري - تعديل

حدبةال فارس هي إحدى قرى عزلة حريضة بمديرية حريضة التابعة لمحافظة حضرموت، بلغ تعداد سكانها 116 نسمة حسب تعداد اليمن لعام 2004.